# Commandement des opérations conjointes (Serbie)
 (avril 2022).
Si vous disposez d'ouvrages ou d'articles de référence ou si vous connaissez des sites web de qualité traitant du thème abordé ici, merci de compléter l'article en donnant les références utiles à sa vérifiabilité et en les liant à la section « Notes et références ».
 (avril 2022).
La mise en forme du texte ne suit pas les recommandations de Wikipédia : il faut le « wikifier ».
Les points d'amélioration suivants sont les cas les plus fréquents. Le détail des points à revoir est peut-être précisé sur la page de discussion.
- Les titres sont pré-formatés par le logiciel. Ils ne sont ni en capitales, ni en gras.
- Le texte ne doit pas être écrit en capitales (les noms de famille non plus), ni en gras, ni en italique, ni en « petit »…
- Le gras n'est utilisé que pour surligner le titre de l'article dans l'introduction, une seule fois.
- L'italique est rarement utilisé : mots en langue étrangère, titres d'œuvres, noms de bateaux, etc.
- Les citations ne sont pas en italique mais en corps de texte normal. Elles sont entourées par des guillemets français : « et ».
- Les listes à puces sont à éviter, des paragraphes rédigés étant largement préférés. Les tableaux sont à réserver à la présentation de données structurées (résultats, etc.).
- Les appels de note de bas de page (petits chiffres en exposant, introduits par l'outil «  Source ») sont à placer entre la fin de phrase et le point final[comme ça].
- Les liens internes (vers d'autres articles de Wikipédia) sont à choisir avec parcimonie. Créez des liens vers des articles approfondissant le sujet. Les termes génériques sans rapport avec le sujet sont à éviter, ainsi que les répétitions de liens vers un même terme.
- Les liens externes sont à placer uniquement dans une section « Liens externes », à la fin de l'article. Ces liens sont à choisir avec parcimonie suivant les règles définies. Si un lien sert de source à l'article, son insertion dans le texte est à faire par les notes de bas de page.
- La présentation des références doit suivre les conventions bibliographiques. Il est recommandé d'utiliser les modèles {{Ouvrage}}, {{Chapitre}}, {{Article}}, {{Lien web}} et/ou {{Bibliographie}}. Le mode d'édition visuel peut mettre en forme automatiquement les références.
- Insérer une infobox (cadre d'informations à droite) n'est pas obligatoire pour parachever la mise en page.

Pour une aide détaillée, merci de consulter Aide:Wikification.
Si vous pensez que ces points ont été résolus, vous pouvez retirer ce bandeau et améliorer la mise en forme d'un autre article.
 (mai 2023).
Le Commandement des opérations conjointes (en serbe : Združena operativna komanda / Здружена оперативна команда ) est une unité organisationnelle des forces armées serbes directement subordonnée à l'état-major général des forces armées serbes. Créée en janvier 2007, cette unité est toujours active aujourd'hui.
Le devoir principal du commandement est d'assurer le commandement opérationnel des forces armées. Le Commandement des opérations a une formation flexible, qui est complétée par les représentants d'autres unités organisationnelles de l'état-major général et, si nécessaire, des commandements de niveau opérationnel. En temps de paix, le commandant du Commandement des opérations conjointes est également adjoint de l'état-major général des forces armées serbes. Bien que la fonction principale du commandement des opérations interarmées soit une fonction de commandement, le commandement exécute également des tâches relevant de la planification, de l'organisation, du contrôle et de la fonction opérationnelle.
Les fonctions du Commandement des opérations conjointes sont :
- planifier les opérations de réponse aux crises,
- commander les forces engagées dans les opérations au sein du pays,
- planifier l'emploi des forces,
- surveiller l'engagement et le commandement des forces armées serbes dans les opérations multinationales.

## Structure organisationnelle
Les unités directement subordonnées au Commandement des opérations conjointes sont :
- le Centre des opérations de maintien de la paix (PKOC),
- le Centre opérationnel du système de défense (OC DS),
- la Commission de mise en œuvre de l'accord technique militaire (MTA IC).

## Le Centre des opérations de maintien de la paix
Le Centre des opérations de maintien de la paix (PKOC) est une unité directement subordonnée au Commandement des opérations conjointes de l'état-major général des forces armées serbes destinée à la formation, la sélection, l'équipement, la préparation et le déploiement d'individus et d'unités du ministère de la Défense et des forces armées serbes aux opérations multinationales en dehors des frontières de la république de Serbie.
Le Centre est membre à part entière de l'Association européenne des centres de formation aux opérations de paix et de l'Association internationale des centres de formation aux opérations de maintien de la paix. Le Centre des Opérations de Maintien de la Paix, en tant que successeur légal du Centre national des missions de maintien de la paix, a été créé le 1er janvier 2005. Depuis, il est directement subordonné au Commandement des opérations conjointes de l'État-major. Le centre des opérations comprend cinq départements :
- le Département des Ressources humaines,
- le Département des opérations et des affaires du personnel,
- le Département Formation,
- le Département de soutien,
- le Groupe des finances.

## Le Centre opérationnel du système de défense
Le Centre opérationnel du système de défense (OC DS) est une unité subordonnée du Commandement des opérations conjointes dans le but de surveiller les activités au sein du ministère de la Défense et des Forces armées serbes, ainsi que l'engagement des forces dans les opérations. Conformément aux changements organisationnels et structurels, le Centre opérationnel du système de défense a été subordonné au Commandement des Opérations Conjointes en mars 2007. Auparavant, il relevait de la Direction des opérations (Ј-3) de l'état-major des forces armées serbes. Le Centre Opérationnel comprend 3 unités organisationnelles :
- le Service Surveillance, Enregistrement et Traitement des données,
- le Département administratif,
- la Section du trafic et du transit des forces armées étrangères.

Les principales fonctions du centre opérationnel sont l'organisation du service opérationnel, la gestion de la base de données, la gestion des données de capacité opérationnelle et fonctionnelle, la régulation du trafic des voies navigables et de l'espace aérien ainsi que l'enregistrement et l'analyse statistique des situations d'urgence.

## Commission de mise en œuvre de l'accord technique militaire
La Commission de mise en œuvre de l'accord technique militaire (MTA IC) contrôle la mise en œuvre des règlements du MTA, coopère avec la Force pour le Kosovo (KFOR) et maintient une communication continue entre les forces de sécurité de la république de Serbie et la KFOR . Sur la base de l'article 4 de l'accord, une commission mixte pour la mise en œuvre du MTA (JIC) a été créée, composée de représentants de la KFOR et de représentants des forces armées serbes et du ministère serbe de l'intérieur. En signant l'accord technique militaire entre les forces armées yougoslaves de l'époque et l'OTAN, et en adoptant la résolution 1244 du CSNU, le 10 Juin 1999, les attaques aériennes des forces de l'OTAN contre la RF de Yougoslavie ont été interrompues. L'OTAN a été autorisée à établir des forces multinationales pour mener des opérations de paix au Kosovo-Metohija. Ces unités multinationales sont devenues des forces de sécurité internationales – KFOR (Kosovo Force, en anglais), dont le quartier général est à Priština, la capitale du Kosovo.